# More Than You Know (singel Axwell & Ingrosso)
More Than You Know – singel szwedzkiego duetu muzycznego Axwell & Ingrosso, wydany 26 maja 2017 roku.
W Polsce nagranie uzyskało certyfikat diamentowej płyty.

## Lista utworów
- Digital download (26 czerwca 2017)[3]

1. „More Than You Know” – 3:23

## Teledysk
Teledysk do utworu wyreżyserowany przez Nicolasa Caeyersa został opublikowany 13 czerwca 2017 roku.

## Pozycje na listach
| Państwo           | Lista (2017/2018)           | Najwyższa pozycja |
| ----------------- | --------------------------- | ----------------- |
| Węgry             | Single (track) Top 40 lista | 1                 |
| Austria           | Singles Top 75              | 1                 |
| Niemcy            | Top 100 Singles             | 1                 |
| Szwecja           | Top 100 Singles             | 2                 |
| Szwajcaria        | Singles Top 100             | 2                 |
| Belgia (Walonia)  | Ultratop 50 Singles         | 2                 |
| Norwegia          | Top 40 Singles              | 4                 |
| Finlandia         | Top 20 Singles              | 4                 |
| Włochy            | Top 100 Singles             | 4                 |
| Belgia (Flandria) | Ultratop 50 Singles         | 4                 |
| Irlandia          | Top 100 Singles             | 10                |
| Holandia          | Single Top 100              | 14                |
| Nowa Zelandia     | Top 40 Singles              | 22                |
| Portugalia        | Top 100 Singles             | 24                |
| Dania             | Track Top-40                | 26                |
| Australia         | Top 50 Singles              | 41                |
| Francja           | Top 200 Singles             | 47                |
| Wielka Brytania   | Singles Top 200             | 30                |
| Kanada            | Billboard Canadian Hot 100  | 52                |